# Palazzo Oliverio
Der Palazzo Oliverio ist ein Palast aus dem 19. Jahrhundert im historischen Zentrum von San Giovanni in Fiore in der italienischen Region Kalabrien. Er liegt im Viertel Pilla-Scigatu in der Via Greppi hinter dem bekannteren Palazzo Lopez.

## Geschichte
Der Palast wurde in der ersten Hälfte des 19. Jahrhunderts errichtet und findet sich erstmalig im Katasterplan aus dem Jahre 1873.

## Beschreibung
Der Palast ist ein großes Gebäude und, wie bei anderen Palästen in dem Städtchen, z. B. dem Palazzo Benincasa oder dem Palazzo De Luca, entstand seine heutige Form durch spätere Erweiterungen und Integrationen anderer Gebäude an der Via Greppi. Ursprünglich hatte der Bau eine U-Form mit einem kleinen Innenhof, der zur Straße hin offen war; später wurde dieser durch einen Überbau oberhalb des Haupteingangs abgedeckt. Die Fassaden sind einfach und geradlinig ohne jegliche Dekorationselemente, wogegen das Rundbogenportal am Eingang aus örtlichem Granit, ein Werk der örtlichen Steinmetzmeister ist; ebenso charakteristisch ist die Anbindung des Palastes an ein Gebäude unterhalb über ein Vaglio.